# Air Bud 3
Air Bud 3 (Air Bud: World Pup) è un film del 2000 diretto da Bill Bannerman.
È il secondo sequel del film Air Bud - Campione a quattro zampe del 1997.

## Trama
La madre di Josh Framm, Jackie, ha appena sposato il suo ragazzo veterinario, il dottor Patrick Sullivan. Josh e il suo migliore amico, Tom Stewart, hanno appena creato la squadra di calcio della loro scuola quando il loro allenatore rivela che la loro squadra diventerà co-ed. Josh incontra Emma Putter, una ragazza attraente e ricca che si è appena trasferita a Fernfield dall'Inghilterra dopo la morte di sua madre, che non solo giocherà nella sua squadra di calcio, ma ha anche un golden retriever di nome Molly, che Buddy trova anche attraente. Emma invita Josh a una festa a casa sua e Tom arriva vestito come un soldato britannico e sembra piuttosto sciocco con un kilt. Allo stesso tempo, le cose vanno bene tra Buddy e Molly e si infatuano al secondo piano nella casa di Emma, mentre la sorella di Josh, Andrea Framm e il suo migliore amico, Tammy, vogliono scoprite cosa sta realmente succedendo alla festa. Molly ha rapidamente cuccioli con Buddy. Successivamente, si scopre che Buddy ha anche la straordinaria capacità di giocare a calcio. Tuttavia, il comitato di calcio ha deciso la raccomandazione del presidente Jack Stearns di vietare ai lupi della lega di calcio tutto perché avevano Buddy nella loro squadra.
Ai Timberwolves sono state assegnate due opzioni: rimuovere Buddy dalla loro squadra o rimuovere la loro squadra dalla lega (in entrambi i casi, gli Springbrook Spartans, di cui Jack fa parte come allenatore, avrebbero corretto la sconfitta per 3-1 contro i Timberwolves). Sapendo che Buddy era il giocatore di punta, lasciarono naturalmente la lega. Quando il figlio di Jack, il capitano stellare Steve Stearns, viene a sapere che i Timberwolves sono stati banditi dalla lega, è indignato e affronta suo padre, portando Jack a chiamare l'allenatore dei Timberwolves Montoya e informandolo che, dopo un'attenta considerazione, il comitato aveva un il cambiamento di cuore e i Timberwolves sono tornati in campionato. Buddy ha un'uniforme ed è sul roster, portando la squadra di calcio di Josh al campionato di stato contro gli Spartani.
Tuttavia, si verificano problemi quando i sei cuccioli appena nati di Buddy e Molly vengono rapiti da un uomo chiamato Snerbert, che vuole venderli per i whippet. Una volta catturati da Josh, Andrea ed Emma, l'assistente di Snerbert, Webster, il padre del maggiordomo Emma, Geoffrey, assunto per aiutare a prendersi cura di Molly durante la gravidanza, gettò Snerbert sotto l'autobus rivelando il motivo per il rapimento: Snerbert voleva diventare ricco, mentre Webster voleva solo un cucciolo, qualcosa che ha sempre desiderato fin dall'infanzia. Webster successivamente si offre di guidare Andrea, Josh, Emma e Buddy allo stadio, che i Lupi Timberes stavano perdendo perché Emma, Josh e Buddy erano dispersi, mentre un esercito di cani rimase dietro per assicurarsi che Snerbert non cercasse di andare da nessuna parte. I Timberwolves vincono successivamente il campionato grazie a un gol vincente di Buddy. Successivamente, Buddy aiuta la squadra nazionale di calcio femminile degli Stati Uniti a vincere la Coppa del Mondo femminile FIFA in una sparatoria contro la Norvegia.